# Cuproxena astraboda
Cuproxena astraboda es una especie de polilla del género Cuproxena, familia Tortricidae.
Fue descrita científicamente por Razowski & Becker en 1989.